# John Young
Artikeln handlar om politikern; för astronauten se John W. Young

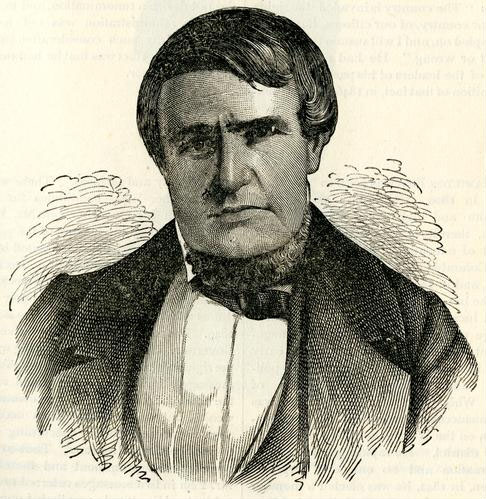
John Young

John Young, född 12 juni 1802 i Chelsea, Vermont, död 23 april 1852 i New York, var en amerikansk politiker. Han var den 17:e guvernören i New York 1847-1848.
Young var uppvuxen i Conesus, New York. Han inledde 1829 sin karriär som advokat i Geneseo, New York.
Han var först demokrat, gick sedan med i antifrimurarpartiet Anti-Masonic Party och därefter i whigpartiet. Han var ledamot av USA:s representanthus 1836-1837 och 1841-1843. I 1846 års guvernörsval i New York besegrade han den sittande guvernören Silas Wright. Han stödde Zachary Taylor i presidentvalet i USA 1848.
Hans grav finns på Temple Hill Cemetery i Geneseo, New York.